# Washington Open 2012 - Qualificazioni singolare femminile
Le qualificazioni del singolare femminile al Washington Open 2012 sono state un torneo di tennis preliminare per accedere alla fase finale della manifestazione. I vincitori dell'ultimo turno sono entrati di diritto nel tabellone principale. In caso di ritiro di uno o più giocatori aventi diritto a questi sono subentrati i lucky loser, ossia i giocatori che hanno perso nell'ultimo turno ma che avevano una classifica più alta rispetto agli altri partecipanti che avevano comunque perso nel turno finale.

## Qualificazioni

### Teste di serie
1. Aravane Rezaï (qualificata)
2. Michelle Larcher de Brito (qualificata)
3. Jana Čepelová (qualificata)
4. Lauren Davis (ultimo turno)

1. Alison Riske (ultimo turno)
2. Tamaryn Hendler (primo turno)
3. Gabriela Paz (ultimo turno)
4. Jennifer Elie (qualificata)

### Qualificate
1. Aravane Rezaï
2. Michelle Larcher de Brito

1. Jana Čepelová
2. Jennifer Elie

### Tabellone

#### Sezione 1
|  | Primo turno | Primo turno          | Primo turno          | Primo turno | Primo turno |  |  | Ultimo turno | Ultimo turno  | Ultimo turno  | Ultimo turno | Ultimo turno |  |
|  |             |                      |                      |             |             |  |  |              |               |               |              |              |  |
|  | 1           | Aravane Rezaï        | Aravane Rezaï        | 6           | 6           |  |  |              |               |               |              |              |  |
|  | WC          | Tornado Alicia Black | Tornado Alicia Black | 1           | 2           |  |  | 1            | Aravane Rezaï | Aravane Rezaï | 6            | 6            |  |
|  |             | Chieh-yu Hsu         | Chieh-yu Hsu         | 6           | 6           |  |  |              | Chieh-yu Hsu  | Chieh-yu Hsu  | 2            | 3            |  |
|  | 6           | Tamaryn Hendler      | Tamaryn Hendler      | 2           | 3           |  |  |              |               |               |              |              |  |

#### Sezione 2
|  | Primo turno | Primo turno               | Primo turno               | Primo turno | Primo turno |  |  | Ultimo turno | Ultimo turno              | Ultimo turno              | Ultimo turno | Ultimo turno |  |
|  |             |                           |                           |             |             |  |  |              |                           |                           |              |              |  |
|  | 2           | Michelle Larcher de Brito | Michelle Larcher de Brito | 6           | 6           |  |  |              |                           |                           |              |              |  |
|  | WC          | Alessondra Parra          | Alessondra Parra          | 0           | 3           |  |  | 2            | Michelle Larcher de Brito | Michelle Larcher de Brito | 6            | 6            |  |
|  |             | Alexandra Kiick           | Alexandra Kiick           | 5           | 3           |  |  | 7            | Gabriela Paz              | Gabriela Paz              | 2            | 4            |  |
|  | 7           | Gabriela Paz              | Gabriela Paz              | 7           | 6           |  |  |              |                           |                           |              |              |  |

#### Sezione 3
|  | Primo turno | Primo turno       | Primo turno  | Primo turno | Primo turno |  |  | Ultimo turno | Ultimo turno  | Ultimo turno | Ultimo turno | Ultimo turno |  |
|  |             |                   |              |             |             |  |  |              |               |              |              |              |  |
|  | 3           | Jana Čepelová     | 3            | 6           | 6           |  |  |              |               |              |              |              |  |
|  |             | Alexandra Mueller | 6            | 4           | 1           |  |  | 3            | Jana Čepelová | 5            | 6            | 6            |  |
|  |             | Lena Litvak       | Lena Litvak  | 64          | 4           |  |  | 5            | Alison Riske  | 7            | 1            | 4            |  |
|  | 5           | Alison Riske      | Alison Riske | 7           | 6           |  |  |              |               |              |              |              |  |

#### Sezione 4
|  | Primo turno | Primo turno    | Primo turno    | Primo turno | Primo turno |  |  | Ultimo turno | Ultimo turno  | Ultimo turno | Ultimo turno | Ultimo turno |  |
|  |             |                |                |             |             |  |  |              |               |              |              |              |  |
|  | 4           | Lauren Davis   | Lauren Davis   | 6           | 6           |  |  |              |               |              |              |              |  |
|  | WC          | Tori Kinard    | Tori Kinard    | 4           | 2           |  |  | 4            | Lauren Davis  | 7            | 3            | 4            |  |
|  | WC          | Simone Kalhorn | Simone Kalhorn | 2           | 1           |  |  | 8            | Jennifer Elie | 5            | 6            | 6            |  |
|  | 8           | Jennifer Elie  | Jennifer Elie  | 6           | 6           |  |  |              |               |              |              |              |  |